# 三保三隅駅
三保三隅駅（みほみすみえき）は、島根県浜田市三隅町西河内にある、西日本旅客鉄道（JR西日本）山陰本線の駅である。特急が一部停車する他、以前は快速「アクアライナー」が全て停車していた。事務管コードは▲640768。

## 歴史
- 1922年（大正11年）9月1日：鉄道省山陰本線周布駅 - 当駅間延伸時に終着駅として開設[1]。客貨取扱開始[1]。
- 1923年（大正12年）12月26日：山陰本線当駅 - 石見益田駅（現・益田駅）間延伸、途中駅となる。
- 1978年（昭和53年）3月26日：貨物取扱廃止[1]。
- 1985年（昭和60年）3月14日：荷物扱い廃止[1]。
- 1987年（昭和62年）4月1日：国鉄分割民営化に伴い、西日本旅客鉄道（JR西日本）の駅となる[1]。
- 2021年（令和3年）
  - 3月12日：この日限りできっぷうりば営業終了[3]。
  - 4月1日：無人駅化[3]。
- 2024年（令和6年）11月2日：大雨災害により、石見津田駅 - 益田駅間の沿線で斜面に亀裂を発見したため、当駅 - 益田駅間で当面の間運転を取りやめとなり、浜田方面からの列車は、暫定的に当駅折り返しとなる。
  - 11月30日：不通となっていた、当駅から益田駅間の運転再開[4]。

## 駅構造

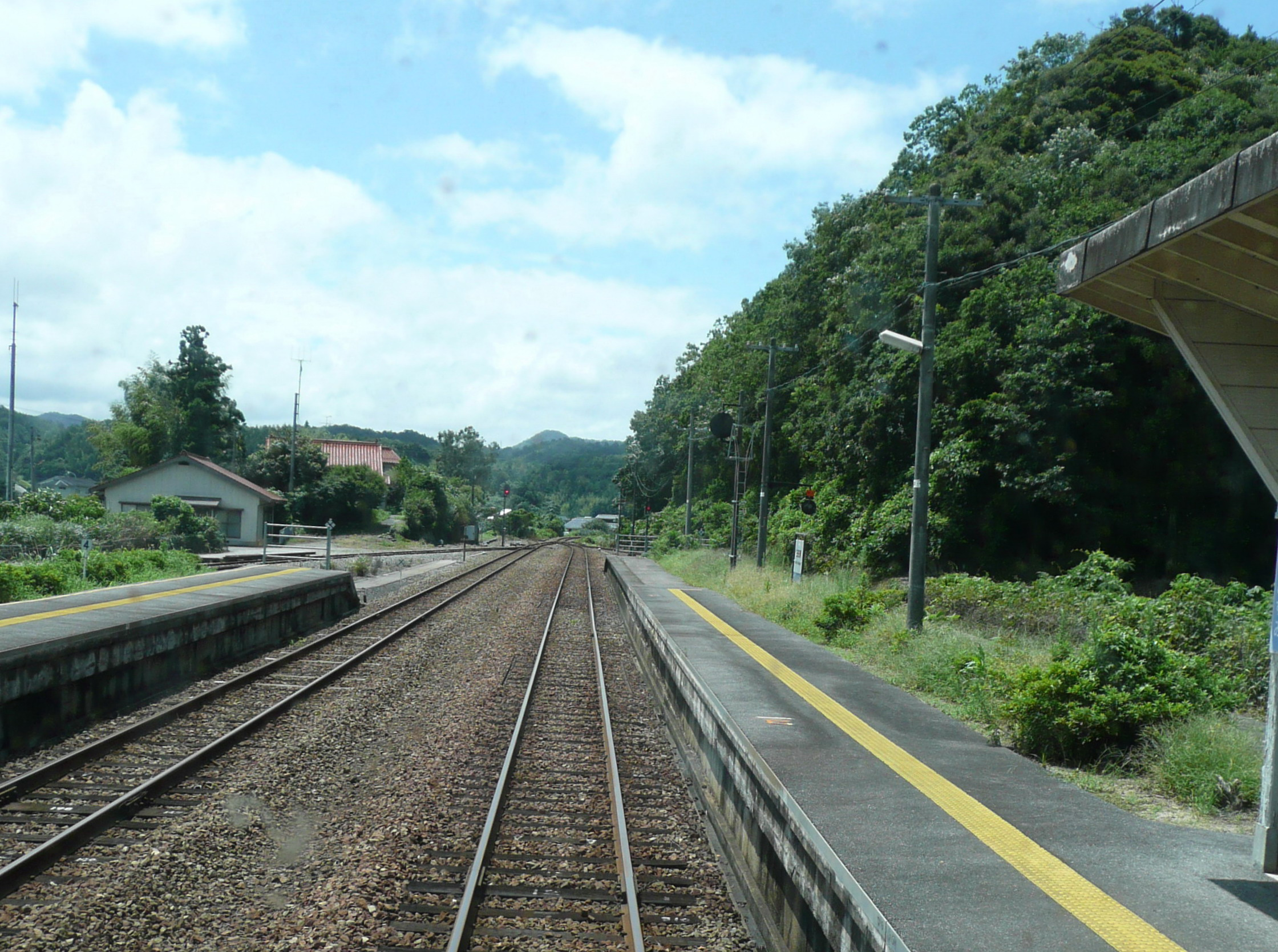
ホーム（2009年7月、益田・下関方面）

単式・島式ホーム複合型2面3線のホームと保線用側線を有する列車交換・待避可能な地上駅。木造駅舎を備える。駅舎は単式1番のりば側にあり、島式2・3番のりばへは出雲市寄りにある跨線橋で連絡している。以前は駅舎に入って右手に売店があったが、現在は閉鎖されている。
無人駅。平日朝に定期的に係員による対応が実施されている。また、駅舎内には自動券売機が設置されている。

### のりば
| のりば | 路線     | 方向 | 行先                   |
| ------ | -------- | ---- | ---------------------- |
| 1      | 山陰本線 | 下り | 益田・東萩・新山口方面 |
| 2・3   | 山陰本線 | 上り | 浜田・江津方面         |

付記事項
- 下り本線は1番のりば、上り本線は2番のりばである。3番のりばは上下副本線であり、両方向の入線と発車に対応している。
- 3番のりばは上り列車の一部（※1日に3本のみ。全て普通列車）が発着する。なお、同のりばを発着する下り列車は設定されていない（※2021年（令和3年）7月時点[6]。定期列車のみ）。

## 利用状況
2022年度1日平均乗車人員は98人である。2004年度は247人、1994年度は376人、1984年度は448人であった。
1999年度以降の1日平均乗車人員の推移は以下の通り。
| 乗車人員推移 | 乗車人員推移 |
| 年度         | 1日平均人数  |
| ------------ | ------------ |
| 1999         | 295          |
| 2000         | 280          |
| 2001         | 283          |
| 2002         | 252          |
| 2003         | 246          |
| 2004         | 247          |
| 2005         | 234          |
| 2006         | 212          |
| 2007         | 191          |
| 2008         | 193          |
| 2009         | 178          |
| 2010         | 164          |
| 2011         | 162          |
| 2012         | 158          |
| 2013         | 163          |
| 2014         | 139          |
| 2015         | 143          |
| 2016         | 125          |
| 2017         | 127          |
| 2018         | 115          |
| 2019         | 105          |
| 2020         | 84           |
| 2021         | 88           |
| 2022         | 98           |

## 駅周辺
- 田の浦海岸
- 浜田市立石正美術館
- 三隅中央公園
- 三隅駅前簡易郵便局
- 浜田市立三隅中学校
- リハビリテーションカレッジ島根
- 島根県道171号益田種三隅線
- 島根県道211号三隅停車場線
- キヌヤ サンプラム店

## バス路線
- 浜田市生活路線バス三隅路線（ひゃこるバス）
  - 循環線（右回り・左回り）
  - 井野室谷線（室谷・井野方面行き）
  - 平原森溝線（森溝・平原方面行き）
  - 諸谷平原線（森溝・平原・諸谷・みのり会館方面行き）
  - 白砂西河内線（白砂・今浦方面行き）
  - 井野三隅線（大谷方面行き）
  - 黒沢矢原線（矢原・古和方面行き）

※津和野エクスプレスは浜田市役所三隅支所付近のバス停に停車するため、三保三隅駅前には停車しない。

## 隣の駅
※特急「スーパーまつかぜ」・「スーパーおき」（双方合わせたうちの半数が停車）の隣の停車駅は各列車記事を参照のこと。
西日本旅客鉄道（JR西日本）
 山陰本線
折居駅 - 三保三隅駅 - 岡見駅

#### 統計資料
1. ↑  “島根県統計書”. しまね統計情報データベース.   島根県政策企画局. 2025年2月3日閲覧。